# Prosymna lisima
Prosymna lisima — вид змій родини Prosymnidae. Мешкає в Південній Африці. Описаний у 2022 році.

## Поширення і екологія
Prosymna lisima мешкають на сході Анголи, заході Замбії та в регіоні Замбезі на крайньому північному сході Намібії. Вони живуть в сухих і вологих міомбових рідколіссях. Зустрічаються на висоті від 950 до 1450 м над рівнем моря.